# Мурчинек
Мурчинек (пол. Murczynek, нім. Hohenkamp) — село в Польщі, у гміні Жнін Жнінського повіту Куявсько-Поморського воєводства.
Населення — 139 осіб (2011).
У 1975-1998 роках село належало до Бидгощського воєводства.

## Демографія
Демографічна структура станом на 31 березня 2011 року:
|          | Загалом | Допрацездатний вік | Працездатний вік | Постпрацездатний вік |
| -------- | ------- | ------------------ | ---------------- | -------------------- |
| Чоловіки | 73      | 23                 | 44               | 6                    |
| Жінки    | 66      | 21                 | 36               | 9                    |
| Разом    | 139     | 44                 | 80               | 15                   |